# Pallamano ai XVI Giochi del Mediterraneo
I tornei di pallamano ai XVI Giochi del Mediterraneo si sono svolti dal 26 giugno al 5 luglio 2009 nei seguenti impianti:
- Pala Santa Filomena di Chieti (Torneo femminile)
- Palasport "Giovanni Paolo II" di Pescara (Torneo maschile)

Ogni Paese, per ciascun torneo, ha potuto iscrivere una squadra di 16 giocatori.

## Calendario
Le gare seguiranno il seguente calendario:
| ● | Competizioni | ● | Finali |

|                  | Giugno/Luglio |    |    |    |    |    |    |    |    |    |
|                  | 26            | 27 | 28 | 29 | 30 | 01 | 02 | 03 | 04 | 05 |
| Torneo maschile  |               | ●  | ●  | ●  | ●  | ●  | ●  | ●  |    | ●  |
| Torneo femminile | ●             | ●  | ●  | ●  | ●  | ●  | ●  |    | ●  |    |

## Regolamento
Il regolamento ufficiale del torneo è quello approvato dalla IHF e in vigore al 1º gennaio 2009.  Saranno assegnati i punteggi come segue:
- 3 punti per una vittoria
- 1 punto per un pareggio
- Zero punti per una sconfitta

In caso di parità al termine della fase a gironi, le classifiche verranno determinate seguendo i regolamenti tecnici IHF. La parità alla fine di uno scontro diretto vede l'applicazione dei regolamenti tecnici dell'IHF, per classificare opportunamente le squadre.

### Sorteggio
Il sorteggio è avvenuto presso l'auditorium dell'Università degli Studi "Gabriele D'Annunzio" il 5 maggio 2009, durante una cerimonia dedicata ai sorteggi dei gironi per i tornei degli sport di squadra. Il sorteggio è stato effettuato  Franco Chionchio per quanto riguarda le competizioni maschili, da Maria Di Domenico, ex giocatrice della Pallamano Teramo e della Nazionale femminile.
Si iscrissero al torneo maschile dieci squadre, suddivise dal Comitato Tecnico in cinque fasce, per la composizione di due gironi da cinque squadre. Per il torneo femminile invece, furono nove le nazionali iscritte, suddivise in quattro fasce per la composizione di due gruppi, uno da cinque e uno da quattro squadre. Nell'estrazione a sorte il Comitato tenne conto del livello delle squadre partecipanti e il risultato ottenuto nella precedente edizione nell'ordine di:
1. Giochi del Mediterraneo
2. Olimpiadi
3. Campionato del Mondo

## Medaglieri
| Posizione | Paese                |
| --------- | -------------------- |
|           | Serbia               |
|           | Francia              |
|           | Tunisia              |
| 4         | Turchia              |
| 5         | Algeria              |
| 6         | Grecia               |
| 7         | Italia               |
| 8         | Albania              |
| 9         | Bosnia ed Erzegovina |

| Posizione | Paese      |
| --------- | ---------- |
|           | Francia    |
|           | Turchia    |
|           | Montenegro |
| 4         | Spagna     |
| 5         | Serbia     |
| 6         | Croazia    |
| 7         | Slovenia   |
| 8         | Italia     |
| 9         | Grecia     |